# Kanton Le Livradais
Der Kanton Le Livradais ist seit 2015 ein französischer Wahlkreis im Arrondissement Villeneuve-sur-Lot, im Département Lot-et-Garonne und in der Region Nouvelle-Aquitaine; sein Hauptort ist Sainte-Livrade-sur-Lot. 

## Gemeinden
Der Kanton besteht aus 14 Gemeinden mit insgesamt 15.557 Einwohnern (Stand: 1. Januar 2022) auf einer Gesamtfläche von 240,73 km²:
| Gemeinde                  | Einwohner 1. Januar 2022 | Fläche km² | Dichte Einw./km² | Code INSEE | Postleitzahl |
| ------------------------- | ------------------------ | ---------- | ---------------- | ---------- | ------------ |
| Allez-et-Cazeneuve        | 609                      | 10,69      | 57               | 47006      | 47110        |
| Casseneuil                | 2.340                    | 18,09      | 129              | 47049      | 47110        |
| Dolmayrac                 | 714                      | 19,40      | 37               | 47081      | 47110        |
| Fongrave                  | 625                      | 9,46       | 66               | 47099      | 47260        |
| Le Temple-sur-Lot         | 1.112                    | 16,91      | 66               | 47306      | 47110        |
| Monclar                   | 898                      | 24,02      | 37               | 47173      | 47380        |
| Montastruc                | 233                      | 24,88      | 9                | 47182      | 47380        |
| Pinel-Hauterive           | 572                      | 21,77      | 26               | 47206      | 47380        |
| Saint-Étienne-de-Fougères | 862                      | 9,90       | 87               | 47239      | 47380        |
| Sainte-Livrade-sur-Lot    | 6.518                    | 30,94      | 211              | 47252      | 47110        |
| Saint-Pastour             | 377                      | 14,52      | 26               | 47265      | 47290        |
| Tombebœuf                 | 448                      | 18,38      | 24               | 47309      | 47380        |
| Tourtrès                  | 140                      | 11,71      | 12               | 47313      | 47110        |
| Villebramar               | 109                      | 10,06      | 11               | 47319      | 47380        |
| Kanton Le Livradais       | 15.557                   | 240,73     | 65               | 4712       | –            |